# برنارد زيمر
برنارد زيمر (بالفرنسية: Bernard Zimmer)‏ هو كاتب سيناريو فرنسي، ولد في 30 أبريل 1893 في Grandpré ‏ في فرنسا، وتوفي في 2 يوليو 1964 في باريس في فرنسا.

## وصلات خارجية
- برنارد زيمر على موقع IMDb (الإنجليزية)
- برنارد زيمر على موقع ألو سيني (الفرنسية)
- برنارد زيمر على موقع قاعدة بيانات برودواي على الإنترنت (الإنجليزية)
- برنارد زيمر على موقع ديسكوغز (الإنجليزية)
- برنارد زيمر على موقع قاعدة بيانات الفيلم (الإنجليزية)